# Banksia audax
Espèce
Classification phylogénétique
Banksia audax est une espèce de plantes à fleurs   du genre Banksia de la famille des Proteaceae. Il s'agit d'un arbuste buissonnant que l'on trouve dans une vaste aire au centre-sud de l'Australie-Occidentale.